# Arctic Adventure
Arctic Adventure (en español Aventura Ártica) es un videojuego perteneciente al género de plataformas para el sistema DOS, publicado por la empresa Apogee Software. Es la secuela de la Tumba del Faraón. El protagonista, es Nevada Smith, es un arqueólogo que busca un tesoro vikingo en el Ártico. Fue relanzado en Steam en el 2015 con soporte para Windows y macOS.

## Jugabilidad
El juego tiene muchas similitudes con su predecesora, la Tumba del faraón, ambos juegos se basan en el mismo motor FAST. La principal diferencia es que el juego comienza en un mapa del otro mundo y el jugador tiene que ingresar cada uno de los 20 niveles para jugarlos. El último nivel está bloqueado y todos los demás niveles deben completarse para acceder a él. Algunos de los niveles se encuentran a través de los lagos helados, lo que requiere que el jugador obtenga un bote de uno de los niveles para continuar. Algunos niveles están bloqueados por puertas que se pueden desbloquear con claves recolectadas de otros niveles.
Durante los niveles Nevada Smith tiene vidas infinitas. Él está armado con una pistola con munición limitada, pero puede cargarse con varias pastillas. A veces los pasajes están bloqueados por bloques de hielo que pueden romperse al usar picos coleccionables. Si el jugador sale de un nivel a través de una tubería de drenaje, se pueden jugar cuatro niveles de bonificación aleatorios para puntos adicionales. En el último nivel, el jugador gana el juego y finaliza el episodio recogiendo un trimestre de pieza del mapa.

## Liberación
Arctic Adventure se distribuyó como un shareware. Consta de cuatro episodios (llamados Volumen 1 a 4), con solo el primer episodio distribuido como shareware y el resto disponible comercialmente. Cada nivel consta de una habitación individual, y hay 20 niveles en cada episodio. El juego incluye una pantalla de mapa que brinda cierta flexibilidad en el orden en que se pueden jugar los niveles.
El juego se suspendió en 2000 y se lanzó como software gratuito el 20 de marzo de 2009. El 23 de octubre de 2014, 3D Realms lanzó 3D Realms Anthology, que incluía Arctic Adventure en la colección.